# 私塾立命館

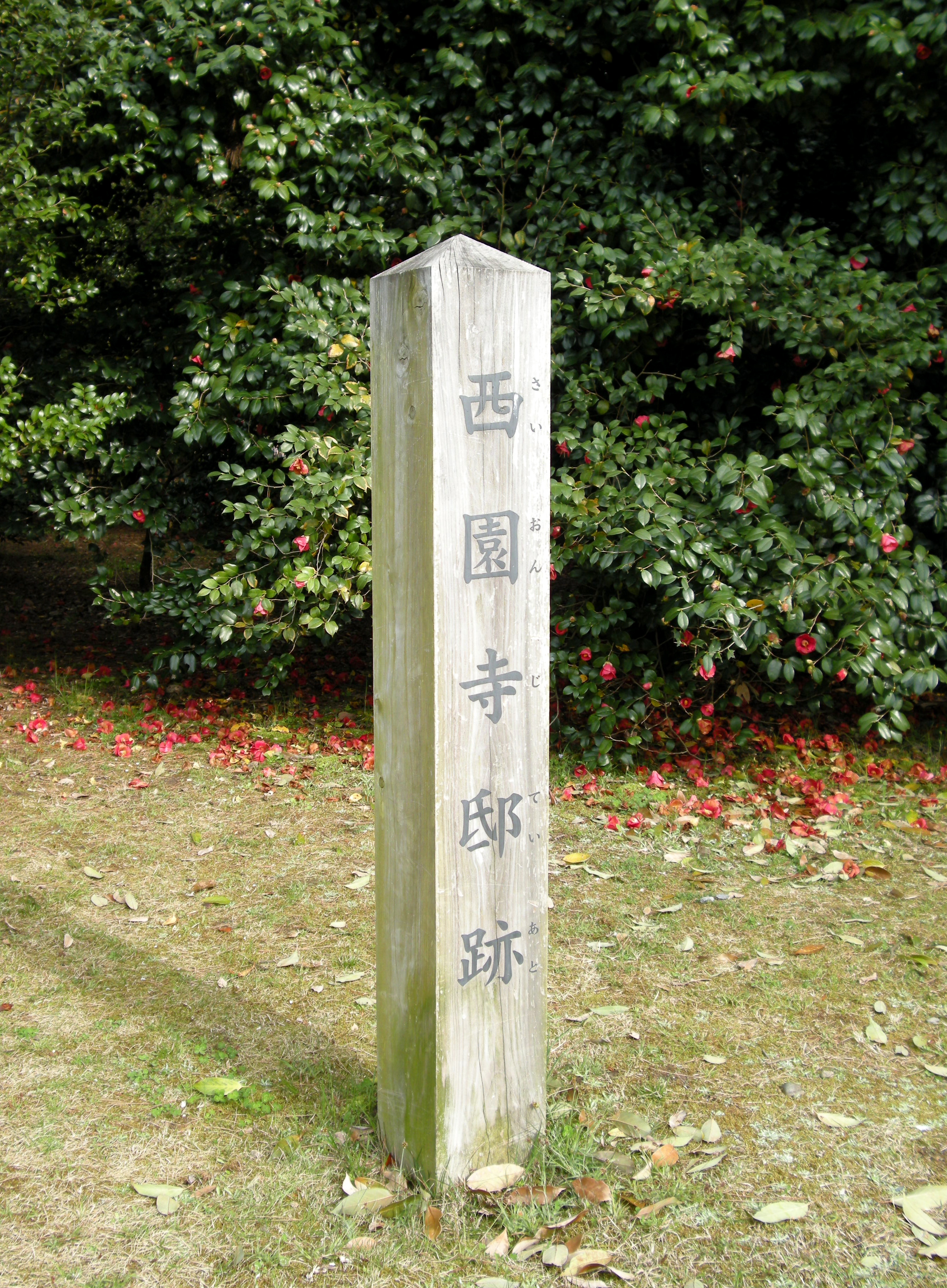
「私塾立命館」があった京都御所内の西園寺邸跡

私塾立命館（しじゅくりつめいかん）は、西園寺公望が明治2年（1869年）に京都御所内の私邸に開設した家塾である。

## 概要

### 賓師
私塾立命館の賓師として迎えられたのは、当時の著名な漢学者たちであった。西園寺公望は、「教師には朱子学者、水戸学の儒者をむかえ、文章家として聞こえた人もあった。（略）京都にいる漢学者のえらい所をぬき集めたという形だった」と述べている（木村毅編『西園寺公望自伝』）。実際に、賓師として確認されているのは、江馬天江、広瀬青邨、松本士竜（松本巌）、富岡鉄斎、神山鳳陽（四郎）らである。明治3年（1870年）、広瀬青邨が西園寺の詩文会に招かれたとき同席していた者には、尊攘運動に加わって岩倉具視の知遇をえていた山中静逸、江馬天江の実兄で、池田屋事件で投獄される板倉槐堂（淡海竹洲）、本草学者山本亡羊の子で漢方医だった山本秀五郎（秀夫）や浜崎廉太郎（直全）らがあったほか谷口藹山らも参加していたとされるから、この中にも賓師として迎えられたものがあったと思われる（「青邨公手沢日記」）。

### 塾の性格と規模
西園寺公望自身が、「大いに勤王家を養成するという抱負」で塾を設立したと述べている通り、私塾立命館は他の公家家塾とは異なり、初めから一般的な教育機関としての性格を備えていた。そのため、開設当初は平穏な詩会の場に過ぎなかったのが、塾の噂が各地に広がるにつれ、多くの若者が集まって内外の時事問題を議論する場へと変化、ついには校舎を増築するほどまでに成長している（木村毅編『西園寺公望自伝』）。西園寺自身の回想によると、西園寺および門客・家臣以外にも、諸藩からもかなりの塾生が集まっていたようである。塾の評判が高くなるにつれてさらに多くの若者が集まるようになり、ついには100人程度までにふくれあがったことが知られている。

### 塾の閉鎖とその背景
明治3年4月23日（1870年5月23日）、塾のあり方に不穏を感じた京都府庁（太政官留守官）が差留命令を下し、私塾立命館はわずか1年弱で閉鎖されることになる（開設は明治2年9月23日（1869年10月27日）。このとき、西園寺自身はフランス留学の準備で長崎県にいたため、何もできないまま閉塾を受け入れるほかなかった。後に私塾の閉鎖について感想を求められた西園寺は、「立命館の諸生が高談放論するのを、革命思想とでも勘ちがいして、ぬきうちに止めよと云ってきたらしく、塾はよほど盛んになっていて惜しかったけれど、廃校にした」と述べている。
塾に対する閉鎖命令は、太政官が京都留守官に出した「京都大学校取り建て中止」の通達とも深く関係している。明治維新後の東京では「昌平黌」を再興し、学制中央機関として「大学校」を設置することが決定していた。これにより京都にあった「大学校」（皇学所・漢学所）は必要なくなったして、1869年11月に廃止通達が出されたのである。既に京都大学校建て替え準備に入っていた京都大学校関係者たちは、この通達を事実上無視し、通達翌月には「京都大学校代（仮大学校）」として大学校開校を強行した（京都留守官の通達では「京都学校」とされた）。東京の太政官は既成事実として「京都大学校代」の存在を認め、京都留守官の管轄の下で学校は存続されたが、結局は教官の引き抜きなど諸般の事情により、1870年（明治3年）7月には廃止されてしまう。当時「京都大学校代」は寺町今出川西入ル（現在の同志社大学構内南東端）に位置し、京都御所内の「私塾立命館」とは目と鼻の先であった。京都留守官が威信をかけて設立した「京都大学校代」がわずか300人ばかり学生しか集められずに開校から8ヶ月余りで廃止に追い込まれたのに対し、わずか徒歩10分程度のところにある一私塾が100人もの塾生を抱えきれず増築までして対応しているということが、京都留守官の逆鱗に触れたことは想像に難くない。のちに西園寺公望は、私塾立命館への「差留命令」が京都留守長官の「嫌疑」か「妬心」から出たものに違いないと述べるとともに、しばらくは閉塾に応じるが、再興の時期を待ちたいと賓師に宛てた手紙のなかで述べている。その年の12月、西園寺公望は留学先フランスへ出発。明治13年（1880年）まで日本を離れることになる。
明治時代に入り、西園寺家が東京に移った後、かつて私塾が置かれた西園寺邸跡には「白雲神社」が建立され、現在に至っている。

## 私塾立命館閉鎖後

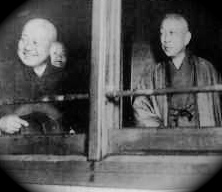
西園寺公望と中川小十郎
中川は、戊辰戦争以来西園寺に仕えていた丹波国の郷士中川家に生まれた。叔父で東京女子高等師範学校校長を務めた中川謙二郎の勧めで13歳の時に上京。西園寺の取り立てで貴族院議員として活躍する一方、西園寺の意思を引き継いで発展した立命館大学の運営にも尽力。中川は西園寺の薨去まで側近として仕えた。

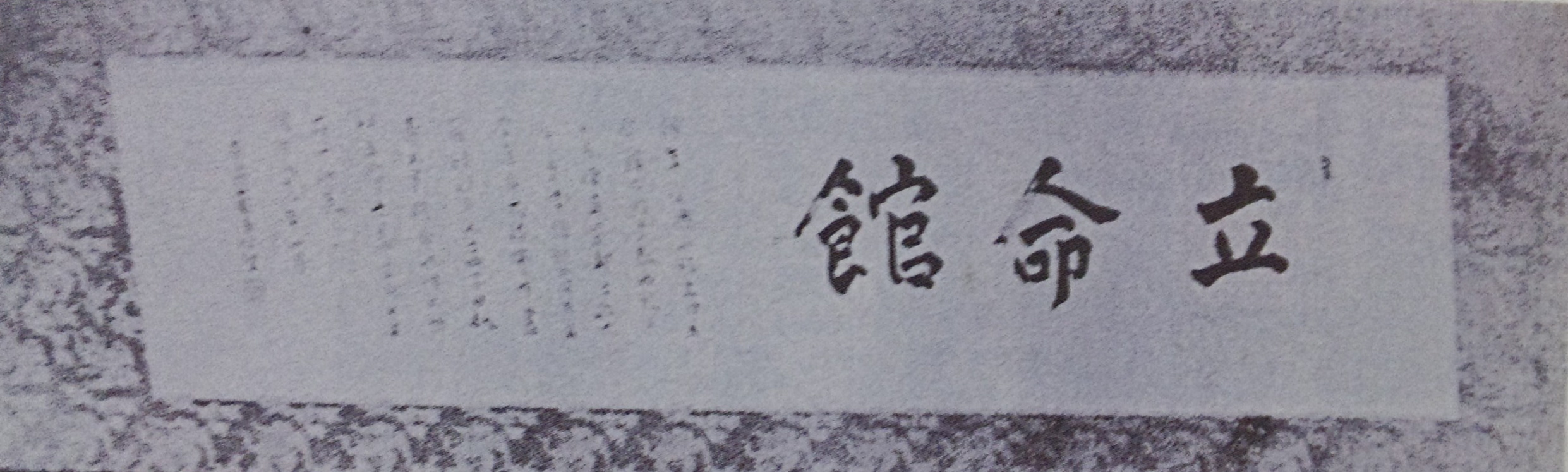
「立命館」扁額
1905年（明治38年）、西園寺公望が自ら筆をとって立命館に与えたもの。「立命館」の三文字を大書、以下 七十五文字のゆかりを附記した。1909年（明治42年）の火災で消失してしまったため現存せず、写真が伝わっているのみである。

フランス留学から帰国した西園寺は、東洋自由新聞社長を経て政界入りするが、その間も教育に対する情熱を失うことはなかった。明治13年（1880年）には岸本辰雄、宮城浩蔵、矢代操らが仏法学系の明治法律学校を設立するのを援助したほか、明治27年（1894年）文部大臣に就任すると井上毅らが作った「教育勅語」に反対し、明治天皇から「教育勅語」改定の許可を得て、第二の教育勅語の草案作成にも取り組んでいる。結局、西園寺の大臣退任により教育勅語の改正実現には至らなかったが、「もっとリベラルの方へ向けて教育の方針を立つべきものだと思った」と回想している（白柳秀湖『西園寺公望伝』）。また文部大臣として、東京帝国大学に対して「自由」な校風の帝国大学を作ろうと「京都帝国大学」の創設を実現している。京都帝国大学の創設には、終生側近として仕える文部省官僚・中川小十郎が初代事務局長としてその中心的役割を担っている。この他、明治34年（1901年）、「女子を先ず人として教育する」の理念のもと成瀬仁蔵が創設する日本女子大学の設立発起人にも名を連ねている。

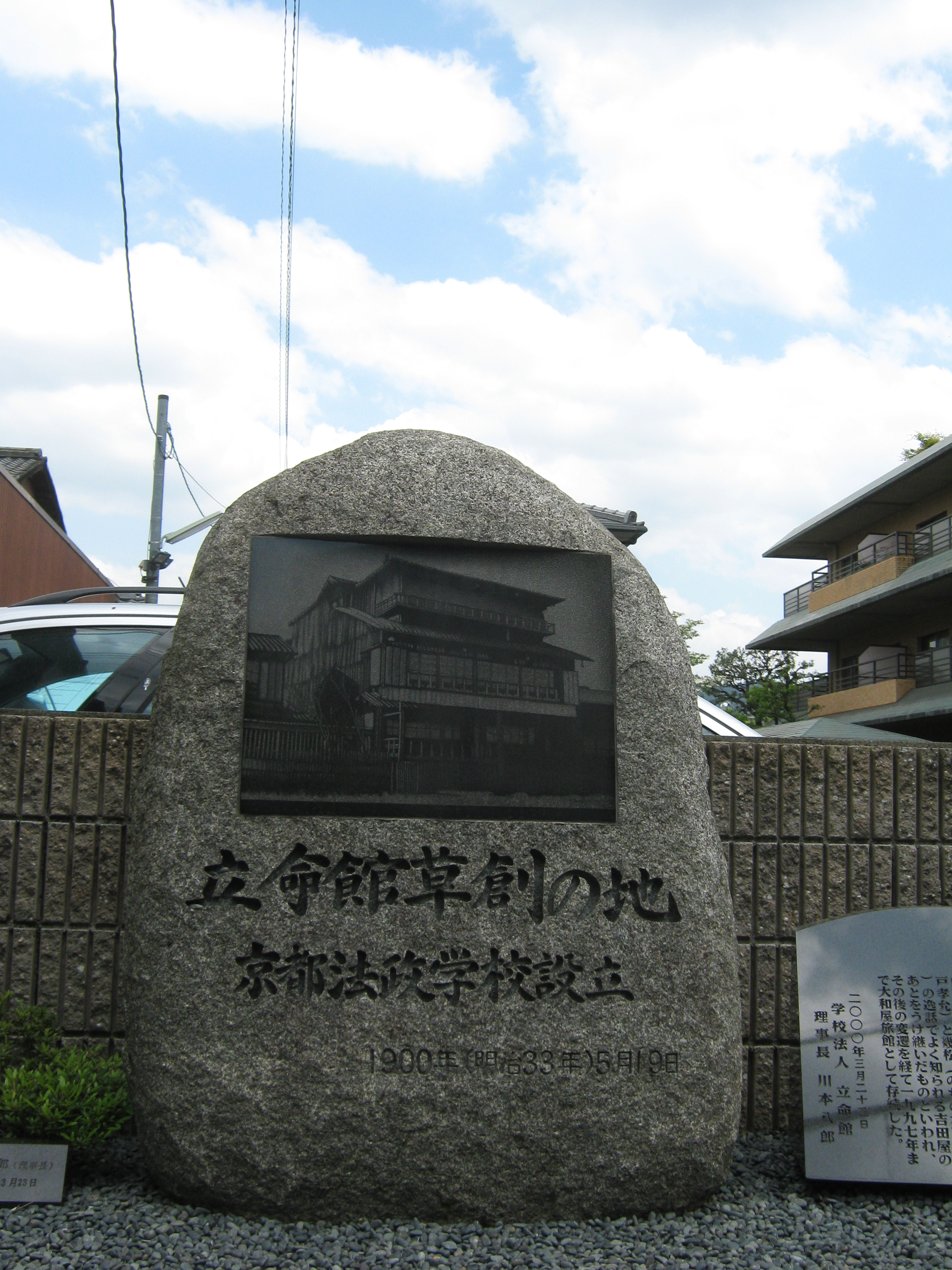
立命館草創の地・京都法政学校設立、京都市上京区

## 京都法政学校への継承
西園寺文部大臣秘書官として京都帝国大学創設の中心に関わった中川小十郎は、大学創設実務が一段落すると官界を去り、経済界に身を移した。しかし、京都帝国大学が制度上旧制高等学校卒業生しか受け入れることができず、西園寺公望が提唱した「能力と意欲のある人に国として（教育の）機会を与えるべき」という教育理念からもかけ離れている実態に限界を感じ、自ら私学を興すことを思い立つ。中川は政財界の主要人物や学界人脈から後援を得るとともに、西園寺公望の実弟・末弘威麿らの協力を得て、上京区東三本木通にあった料亭「清輝楼（旧・吉田屋）」を間借りして3年制の夜間学校を設立した。これが「京都法政学校」である。京都法政学校は、西園寺公望の教育への理想を体現する形で設置が進んだ京都帝国大学の補完的役割を担うという名目で設置された。事実、講義のほぼ全てが京都帝国大学教授により行われていたほか、京都法政学校を母体にのちに設立される「財団法人立命館」の寄付行為には、財団解散時には所有財産の全てが京都帝国大学に寄付されることなどが明記されていた。
京都法政学校はその校名が示すとおり、当初は法律科と政治科との2学科を置くのみであった。しかし、ゆくゆくは医学科・文学科などを置いて総合学園とすることを視野に入れており、京都法政学校という名称が実体を反映するものでなかった（詳細は「京都法政学校」を参照）。1904年（明治37年）には大学部に経済科が設置され、教学内容が法政学校としての域を越えると、実体を体現する新たな名称が必要になった。そこで西園寺公望が京都帝国大学設立に託した、政治権力から一線を画したリベラルでアカデミックな学風という理念の源流にある「私塾立命館」の名称の継承を申し出、西園寺がこれを快諾した。このとき西園寺は「立命館」の大書に75文字のゆかりを付記した扁額を、自らしたためて寄贈した。
立命館 - 往年余興一校　名曰立命館　及余学泰西　校廃名存　頃者京都法政大学学員来　請襲用其名　余喜名乃得実　乃書遍額以与之　孟子曰妖寿不貳　修身以俟之　所以立命也　蓋学問乃要在于比矣　明治三十八年四月　侯爵 西園寺公望（往年、余は一校を興し名づけて立命館という。泰西に遊学するに及んで、校廃し名存す。この頃京都法政学校学員来り、その名を襲用することを請う。余は名の実を得ることを喜び、すなわち扁額を書してもってこれを与う。孟子いわく、殀寿貳わず、身を修めて以て之を俟つは、命を立つる所以なりと。蓋し学問の要はここに在り。）
1905年（明治5年）、西園寺公望から「私塾立命館」の名称の継承を許された「京都法政学校」は、1913年（大正2年）に「財団法人立命館」を設置するとともに、大学名を「私立立命館大学」、中学校名を「私立立命館中学校」と改称した。西園寺は公人として特定の私学に肩入れすることをよしとしなかったが、最後まで立命館学園の発展に有形無形の支援を続けた。

## 「立命館」の由来

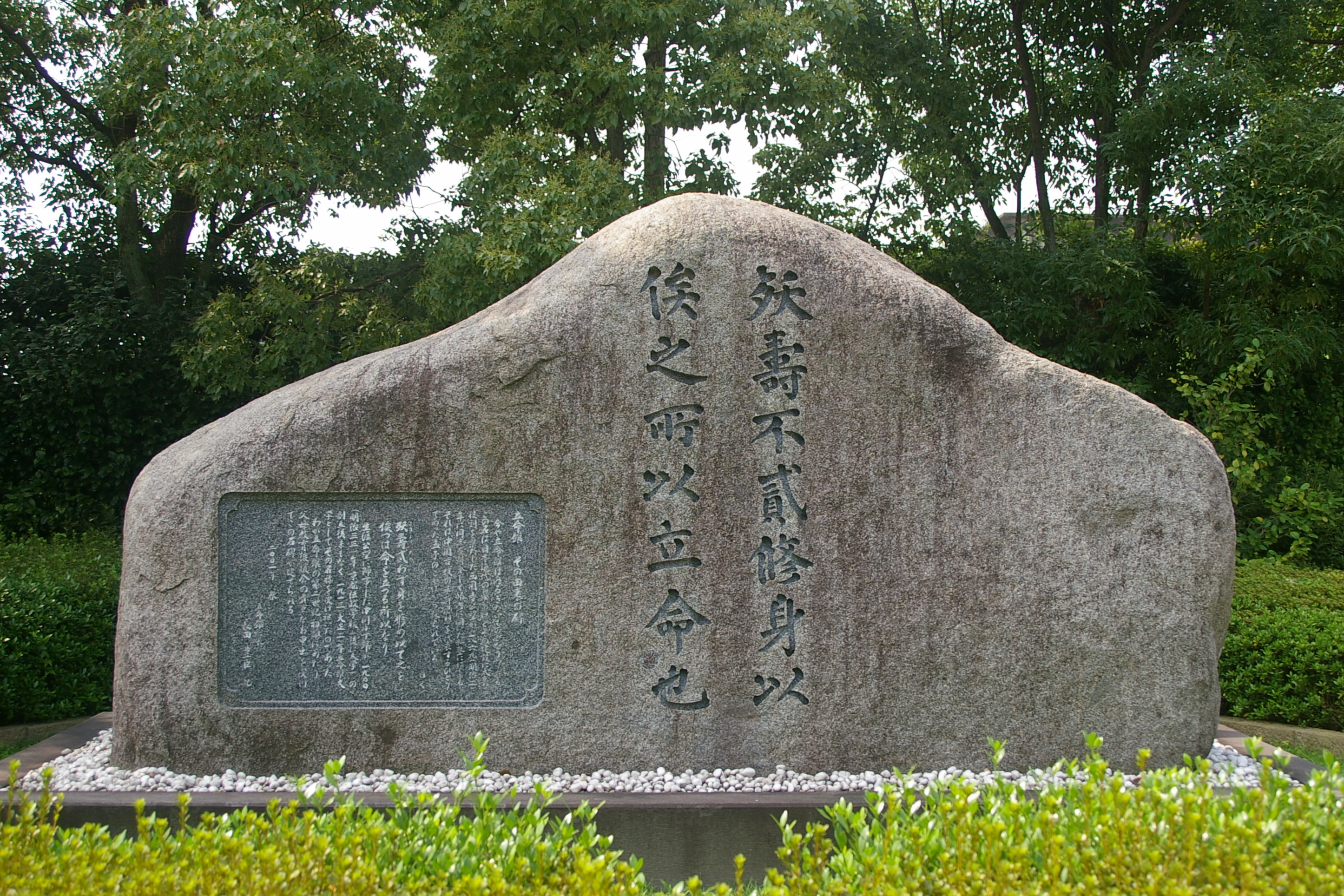
立命館大学衣笠キャンパス（京都市北区）にある石碑「立命館 その由来の碑」

「立命」は中国の『孟子』の一節『殀壽不貳　修身以俟之　所以立命也』から採られた。これは、「人間の寿命は、天命によって決められている。修養に努めてその天命を待つのが人間の本分の全うである」という意味である。